# Dark Age of Camelot
Dark Age of Camelot (DAoC) ist ein Massen-Mehrspieler-Online-Rollenspiel (engl. Massively Multiplayer Online Roleplaying Game, kurz MMORPG) des amerikanischen Spieleentwicklers EA Mythic. Das Computerspiel kann nur online über das Internet gespielt werden.
Das Grundspiel sowie alle erschienen Add-ons sind inzwischen kostenlos per Download verfügbar. Wie bei MMORPGs im Allgemeinen üblich, wird ein monatliches Entgelt erhoben, das sich zurzeit auf 10 bis 12 Euro im Monat beläuft. Die Server, früher in Europa von GOA betrieben, wurden im Februar 2010 von EA Mythic übernommen.
Seit November 2019 ist das Spiel durch Patch 1.126 Endless Conquest auch kostenlos mit gewissen Einschränkungen für jeden zugänglich.

## Spielprinzip
Der Spieler kann sich auf jedem Server für eines der drei sich bekriegenden Reiche Albion (das alte England um die Artus-Sage), Hibernia (um die irische Mythologie) oder Midgard (um die skandinavische Mythologie) entscheiden und dort diverse reichstypische Charaktere erstellen (z. B. Sarazenen in Albion, Nordmänner in Midgard oder den zum Reich passenden Kelten in Hibernia). Diese Charaktere sammeln Erfahrung im Kampf gegen Monster oder andere Spieler, um stufenweise (bis maximal Stufe 50) aufzusteigen und mit jeder neuen Stufe neue Fähigkeiten zu erlernen und sich auf bestimmte Bereiche ihrer Klasse zu spezialisieren (z. B. bessere Heilung oder Verstärkungszauber, auch Buffs genannt).
Dabei sind die Klassen in ihren Fähigkeiten relativ stark spezialisiert und begrenzt, ihre ganze Stärke entfalten die meisten Klassen erst in einer Gruppe, wo sich deren Fähigkeiten ergänzen.
Im weiteren Spielverlauf liegt der Schwerpunkt auf dem RvR (Realm versus Realm), also dem Kampf der drei Reiche gegeneinander. Dazu gibt es eine spezielle Zone (das Grenzgebiet), in dem jedes Reich eine nahezu gleich große Landfläche besitzt, auf dem sich insgesamt sieben Festungen mit je vier Türmen befinden. Jeder Turm und jede Festung kann jederzeit von den gegnerischen Reichen angegriffen und erobert werden (umgangssprachlich „raiden“), was teilweise Schlachten zwischen mehreren hundert beteiligen Spielern hervorbringt. Das Grenzgebiet wurde mit der Einführung von New Frontiers graphisch überarbeitet, Türme wurden hinzugefügt, außerdem zeigt eine Karte nun kürzliche Gegnerkontakte an.
Ein besonderes Ziel ist die Eroberung der Relikte, von dem jedes Reich zwei reichsspezifische besitzt (z. B. Excaliburs Scheide und Merlins Stab in Albion). Gelangen gegnerische Relikte in die eigenen Hände, werden diese in den Festungen verwahrt und gewähren dem erobernden Reich einen besonderen Bonus.
Des Weiteren gehören die sogenannten BGs (Battle Grounds) d. h. Schlachtfelder zum RvR-System von Dark Age of Camelot. Dort ist der Zutritt levelbegrenzt, um auch Charakteren niedriger Stufen Reichskämpfe mit Spielern ähnlicher Level zu ermöglichen. So kämpfen z. B. in Molvik Spieler der Level 35 – 39 aller drei Reiche um eine Festung, zu der 3 Türme gehören. In Thidranki (Level 20 – 24) wiederum gibt es nur eine Festung ohne zusätzliche Türme.

## Spielwelt
Die Spielwelten der drei Reiche sind graphisch sehr unterschiedlich gestaltet. Auch treten überall andersartige Monster auf und die Spieler müssen andere Quest lösen, um Erfahrungspunkte (EP, Exp) zu sammeln. Der Aufbau der Reiche ist jedoch recht ähnlich: In jedem Reich gibt es eine Hauptstadt mit Trainern und Gildenhallen, Dungeons in Abstufungen für die verschiedenen Level und weitläufige Gebiete.
- Albion mit der Hauptstadt Camelot erinnert an das alte England, eben zur Zeit des Mittelalters. Der Baustil spiegelt dies in seiner Vielzahl von Burgen, Gehöften und Kirchen wider, welche in ihrer Beschaffenheit stark an die Bauwerke der Gotik erinnern.
- Das Reich Hibernia ist eine verspielte Welt voller Elfen, Lurikeen und Kelten und erinnert an das sagenhafte Irland. Die überall verstreuten Haine und Gehöfte erinnern in der Verspieltheit ihrer Architektur stark an die Gebäude der Elben aus dem Herrn der Ringe.
- In Midgard ist die Architektur weniger verspielt. Hier gibt es große schneebedeckte Gebiete und einfache Gebäude, welche jedoch mit vielen Schnitzereien versehen sind. Die Welt erinnert an das Skandinavien der Sagen- und Mythenwelt.

Allen drei Reichen gemeinsam ist das Grenzgebiet. In diesem gilt es, die Burgen und Wachtürme der gegnerischen Partei zu übernehmen und sich so langsam aber sicher bis zu den wertvollen Kultstätten der Feinde durchzukämpfen um diese letzten Endes auch einzunehmen. Besonderen Ansporn stellen hier die Boni, die das gesamte Reich durch erfolgreiches Einnehmen der feindlichen Festungen auf einem Server erringen kann, dar.

## Charaktere
Dark Age of Camelot zeichnet sich vor allem durch die große Vielfalt an Spielercharakteren aus. Mittlerweile ist es möglich, wie in den meisten MMORPGs, viele äußerliche Details, wie Geschlecht, Hautfarbe, Größe, Frisur, Augenfarbe, Gesichtsform und selbst die Länge des Bartes oder Zopfes eines Charakters zu bestimmen. Dazu kommt noch eine Menge an verschiedenen Rassen und Klassen. Die folgenden Auflistungen sind daher eine kurze Zusammenfassung der Möglichkeiten seinen Charakter alleine oberflächlich zu definieren. Letzteres kann nicht nur bei der Auswahl des Erstellens eines Charakters hilfreich sein, es dient auch der Identifikation von Charakter und echter Persönlichkeit, sowie diversen taktischen Aspekten, wie z. B. die Größe.

### Beschreibung der Charakterarten
Jedes Reich hat unterschiedliche Rassen (Races), die wiederum unterschiedliche Klassen (Classes) erlernen können. Rasse und Klassen bedingen einander. Grob können Krieger, Schleicher, Heiler/Supporter und Magier in allen Reichen unterschieden werden.
- „Krieger“ (Tanks; Offtanks; Hybriden) sind Charaktere, die in der ersten Reihe kämpfen und hauptsächlich Nahkampfschaden machen. Hierbei gibt es noch die Unterscheidung von Fulltanks, Offtanks und Hybriden. Die ersten beiden agieren ausschließlich im Nahkampf, wobei Offtanks (Offensive Kämpfer) dabei auf hohen Schaden bedacht sind und Fulltanks auf die Defensive (jedenfalls ist es so vorgesehen). Hybriden haben einen Malus im Nahkampfschaden gleichen dies aber durch zusätzliche Magie wieder aus. Entweder durch verbessernde Zauber und/oder zusätzlichen Magieschaden.
- „Schleicher“ (Stealther) sind Charaktere, die sich durch die Möglichkeit des Versteckens, Schleichens und das effektive Außer-Gefecht-Setzen von Feinden, durch Bogen oder Spezialangriffe auszeichnen. Hierbei unterscheidet man noch zwischen Assassinen und Bogenschützen (Archern). Erstere machen hauptsächlich im Nahkampf Schaden, tauchen teilweise mitten im Feindgemenge auf, mischen einzelne Gegner auf und verschwinden dann wieder (sofern sie dafür schnell genug sind). Bogenschützen haben zusätzlich die Fähigkeit, mit dem Bogen umzugehen und diese Fertigkeit auch noch zu verbessern. Ihre Stärken sind wohl die hohe Reichweite und die Fähigkeit, sich selbst vor Assassinen verstecken zu können. Die Klasse der Bogenschützen ist allerdings nicht immer ausschließlich auf den Bogen spezialisiert, auch unter ihnen gibt es Nahkämpfer, wobei sie mehr die Defensive als der Schaden auszeichnet. Eine völlige Ausnahme bilden die Minnesänger(-innen).
- Heiler (Supporter) greifen meist nicht direkt in das Spielgeschehen ein, sondern helfen anderen Charakteren beim Kampf. Dies kann zum einen durch das Heilen anderer Charaktere, zum anderen durch die Kontrolle angreifender NSCs geschehen (Crowd Control). Außerdem können Supporter diverse Verstärkungszauber (sog. Buffs) auf andere Spieler zaubern. Auf der anderen Seite können sie aber Gegnern auch die „Buffs“ klauen („Buff-Shearen“).
- Magier (Caster) nutzen besondere magische Fähigkeiten, um andere Figuren im Spiel zu bekämpfen. Dabei können sie sowohl Zaubersprüche zum Schädigen der anderen Figuren, als auch zum Beschwören eines Wesens (sog. Pet, die durch den Beschwörer oder Buffs ebenfalls verbessert werden können und untereinander noch verschiedene Fähigkeiten haben. Z.B. haben Knochentänzer bis zu 4 Pets, die Magier, Nahkämpfer oder Heiler sind, allerdings haben sie nicht so hohe und spezielle Fähigkeiten wie richtige Spieler) oder Magieschilden nutzen.

### Auflistung der Rassen
Liste möglicher Rassen für die einzelnen Reiche (die Abkürzung hinter den Rassen zeigt, mit welcher Erweiterung diese Rasse eingeführt wurde)
| Albion                                                                              | Hibernia                                                              | Midgard                                                                  |
| ----------------------------------------------------------------------------------- | --------------------------------------------------------------------- | ------------------------------------------------------------------------ |
| Bretone Avalonier Sarazene Highlander Inconnu (SI) Halboger (ToA) Minotaurus (LotM) | Kelte Elf Lurikeen Firbolg Sylvaner (SI) Shar (ToA) Minotaurus (LotM) | Nordmann Zwerg Kobold Troll Valkyn (SI) Frostalf (ToA) Minotaurus (LotM) |

### Auflistung der Klassen
Seit dem 2. Juli 2009 können die Hauptklassen direkt bei der Charaktererstellung gewählt werden. Die Anfangsklassen fallen komplett raus.
- Albion:
  - Kämpfer (Waffenmeister, Söldner, Paladin, Arawnritter, Malmer)
  - Gauner (Kundschafter, Infiltrator, Minnesänger)
  - Magier (Hexer, Kabbalist)
  - Elementaristen (Zauberer, Theurg)
  - Novizen (Kleriker, Ordensbruder, Ketzer)
  - Jünger (Nekromant)
- Hibernia:
  - Wächter (Fian, Champion, Schwertmeister, Vampyr, Malmer)
  - Briganten (Vampyr, Nachtschatten, Waldläufer)
  - Eleven (Druide, Barde und Hüter)
  - Adepten (Vampyr, Beschwörer, Eldritch, Banshee (nur für weibliche Charaktere), Mentalist)
  - Haindiener (Animist, Schnitter)
- Midgard:
  - Wikinger (Berserker, Krieger, Donnerkrieger, Skalde, Wilder, Malmer, Walküre (nur für weibliche Charaktere))
  - Mystiker (Runenmeister, Geisterbeschwörer, Hexenmeister, Knochentänzer)
  - Schurken (Jäger, Schattenklinge)
  - Seher (Schamane, Heiler)

### Auflistung der Berufe
In der Welt von Dark Age of Camelot kann ein Charakter sich zwischen mehreren Berufen entscheiden. Folgende Berufe können dabei gewählt werden:
- Alchemist
- Bannzauberer
- Waffenschmied
- Bogenmacher
- Rüstungsschmied
- Schneider
- Belagerer

Seit dem Patch 1.87 kann jede Klasse jeden beliebigen Beruf erlernen. Auch ist das maximale Level eines Nebenberufes nicht mehr limitiert.

### Virtuelle Häuser
In Dark Age of Camelot ist es jedem Spieler und jeder Gilde möglich, sich ein eigenes virtuelles Haus zu kaufen. Alles was man dafür braucht ist wie im echten Leben Geld. Sollte man die beim ersten Hören exorbitante Summe dann doch schließlich zusammenbekommen haben, so gilt es noch ein paar Sachen zu beachten. Zum Beispiel ist es jedem Spieler nur einmal möglich sich ein Haus zu kaufen, bzw. zu bauen. In diesem ist er dann jedoch auch im wahrsten Sinne des Wortes der Herr im Haus. Der Spieler oder die Gilde kann festlegen, ob außer ihm (bzw. ihr) noch andere Charaktere seine Wohnung betreten dürfen, oder ob dies Sperrzone für diese ist. Er kann die Einrichtung des Hauses nach eigenem Belieben gestalten (hierfür gibt es eine Menge an Möbeln und anderen Einrichtungsgegenständen, die auch von Spielern selbst hergestellt werden können).
Ebenso kann man die direkte Umgebung um sein eigenes Haus gestalten, z. B. Hecken pflanzen oder Brunnen platzieren.
Des Weiteren ist es in dieser Zone, in der sich nur Wohnhäuser befinden, möglich über Haushändler Handel mit anderen Spielern zu treiben. Dabei stellt man seine eigenen Waren mit einem Preis in den eigenen Haushändler, wo Spieler ihn direkt oder über den Marktsucher (eine Suchmaschine aller Händler des Servers) kaufen können, beim nächsten Besuch kann sich der Hausherr sein Geld abholen.

## Erweiterungen
Je nach Serverstandort/Betreiber gibt es sechs bzw. sieben inzwischen kostenlos erhältliche Erweiterungen für das Spiel:
- Shrouded Isles (SI) erweiterte das Originalspiel als erstes um sechs weitere Zonen und drei Dungeons pro Reich (später wurde noch eine siebente Zone per Patch „angehängt“). Des Weiteren wurde eine neue Rasse pro Reich hinzugefügt und zwei Klassen. Wie der Name des Add-ons verrät, sind diese neuen Gebiete eine in sich geschlossene Insel. Des Weiteren wurde mit diesem Add-on die Grafik verbessert (beispielsweise bessere Wassereffekte).
- Foundations erweiterte das Originalspiel um vorerst drei neue „Housingzonen“. Gewillte Spieler können sich in diesen Zonen eigene Häuser kaufen und einrichten. Später wurden per Patch noch sechs weitere Zonen hinzugefügt, sodass derzeit neun Zonen pro Reich zur Verfügung stehen. Mit diesem Add-on sind die beliebten, eigenen Händler ins Spiel integriert worden, mit denen man wesentlich einfacher Gegenstände verkaufen kann.
- Trials of Atlantis (ToA) krempelte das PvM (Player versus Monster) um. Zusätzlich zur wesentlich verbesserten Landschaftsgrafik (neue Texturen, Bäume, Wassereffekte …) kamen pro Reich eine neue Rasse, zwölf neue Zonen und sieben (teils sehr kleine) Dungeons hinzu. Erstmals konnten die Spieler auch Unterwasserlandschaften erforschen. Mit diesem Add-on wurden die Artefakte (sehr mächtige Gegenstände) und Masterlevel eingeführt. Die Masterlevel bestehen aus neun mal zehn Aufgaben, sowie einem Kampf in einer Arena (Masterlevel 10), die teilweise extrem schwierig sind. Schließt der Spieler ein Masterlevel ab, bekommt er dafür eine neue Fähigkeit.
- New Frontiers ist die komplette Runderneuerung für den RvR-Bereich (Reich gegen Reich). Die alten „Grenzgebiete“ wurden geschlossen und durch neu gestaltete ersetzt. Neu ist, dass die Grenzgebiete der drei Reiche durch einen Ozean verbunden sind und man somit keine Ladezonen mehr im Reichskampf hat. Die Burgen, die die Spieler erobern können, wurden komplett neu designed und können aufgewertet und verstärkt werden. Ebenfalls umgestaltet wurde das Reichsfähigkeitensystem. Viele Fähigkeiten wurden überarbeitet, einige wurden ersatzlos gestrichen und andere, neue kamen hinzu.
- Catacombs (Cata) erweiterte die Reiche um eine Unterwelt. Außerdem bekamen die Spielerskins ein neues Aussehen und es wurden fünf neue Klassen eingeführt. Albion erhielt den Ketzer – einen Kleriker, der sich von der Kirche Albions losgesagt hat. Midgard wird durch die Walküren und Hexenmeister gestärkt. Hibernia erhält Unterstützung durch Banshees und den Vampyr. Die Walküre und die Banshee sind weiblichen Charakteren vorbehalten. Darüber hinaus gibt es erstmals in DAoC so genannte Instanzen. Bereiche, die pro Spieler, bzw. Spielergruppe eine Kopie von sich selbst erstellen, so dass das gesamte Gebiet ohne Störung durch Andere erforscht werden kann.
- New Towns & Tutorial. Statt wie zuvor abwechselnd ein kostenpflichtiges und ein kostenloses Add-on herauszubringen, wurden nach Catacombs viele Inhalte über einzelne, kleinere Patches geändert und hinzugefügt (z. B. RvR-Missionen). Was man allerdings als kostenloses Add-on bezeichnen kann, ist der „New Towns“ und „Tutorial“ Patch. Der New Towns Patch fügt lediglich neue Hausmodelle und Texturen ins Spiel ein. Inhaltlich wird rein gar nichts geändert. Der Tutorial Patch hingegen fügt für jedes der drei Reiche ein neues Startgebiet hinzu, das durch kleine Quests und Sprachunterstützung durch die ersten Minuten des Spiels hilft und die Steuerung und die wichtigsten Spielmechaniken erklärt.
- Darkness Rising (DR) erschien in den USA am 11. Oktober 2005. In Europa wurde die lange erwartete Erweiterung am 1. Februar 2006 veröffentlicht. Das Add-on schaltet nicht nur weitere überarbeitete Dungeons und einige neue Regionen frei. Besonders für hochstufige Charaktere bietet die Erweiterung neue Herausforderungen, die bezwungen werden müssen. So kann man beispielsweise erstmals die Könige der einzelnen Reiche aufsuchen und sich auch ein eigenes frei steuerbares Pferd beschaffen. Die Könige oder deren Stellvertreter suchen nach den Champions des Reiches die dann mittels Quests, Kämpfen gegen Monster oder Gegner die 5 Championlevel erreichen können. Besonderheit dabei ist, dass es keinen Zwang gibt, egal ob man Kämpfe gegen feindliche Spieler, Kämpfe gegen Monster oder Quests bevorzugt, jegliche Art von Vorgehen ermöglicht den Aufstieg durch die Championlevel. Ebenfalls erwähnenswert sind die Championwaffen,  die klassenspezifisch gewählt werden können. Neu ist dabei die beständige Auswahl:  Hat sich zum Beispiel ein Waffenmeister für ein Zweihandschwert entschieden steht es ihm jederzeit frei zum königlichen Waffenmeister zu gehen und es gegen eine Schlag/Stoß/Schnittwaffe oder gegen eine Stangenwaffe umzutauschen.
- Labyrinth of the Minotaur (LotM) ist die letzte Erweiterung, die im Februar 2007 in Europa erschienen ist. Neben Ergänzungen im RvR-Modus (es gibt Mini-Relikte, die der Spieler tragen kann, dann jedoch als Träger für alle sichtbar auf der Karte markiert ist) und dem Hinzufügen des RvR-Dungeons Das Labyrinth, welcher das größte Dungeon in einem MMORPG ist (!), wurde das Volk der „Minotauren“ und die Klasse „Malmer“ (engl. Bezeichnung „Mauler“) eingeführt. Diese sind für alle drei Reiche verfügbar, jedoch musste die neue Klasse erst durch Erobern einer bestimmten Anzahl der neuen Mino-Relikte von jeder Partei auf jedem Server freigespielt werden. Zudem wurde die Anzahl der Championlevel auf 10 erweitert. Schließlich gibt es noch einen zusätzlichen Slot in der Ausrüstung für neue magische Gegenstände, sog. „mythische Gegenstände“.

Seit dem Oktober 2007 besitzt jeder Dark-Age-of-Camelot-Account automatisch alle Erweiterungen bis einschließlich Darkness Rising. Das bedeutet, dass dieser Spielinhalt für alle Spieler automatisch verfügbar ist und nicht getrennt erworben werden muss (Shrouded Isles, Trials of Atlantis, Catacombs). Einige Händler haben diese Erweiterungen/Pakete teilweise trotzdem noch im Angebot. Wer ein neues Abo abschließt (z. B. über ein Testabonnement), muss sich also nur noch die danach folgenden Erweiterungen besorgen, sofern man diese benutzen möchte.
Zwischen 2008 und 2014 wurden die Server wegen Spielermangels laufend geclustert.
In der Zwischenzeit kann man seine Spielcharaktere von EU- auf die US-Server transferieren.